# تل خندق (دشتستان)
تل خندق (دشتستان) یک تپه تاریخی در روستای دهقاید (واقع در شمال شهر برازجان از توابع شهرستان دشتستان )) است که در ۷ اسفند ۱۳۹۵ توسط اداره کل میراث فرهنگی، صنایع دستی و گردشگری ثبت ملی شده‌است.
در این منطقه، شهری باستانی به نام صفاره وجود داشته که امروزه از بین رفته و فقط خرابه‌هایی از آن باقی است.
هر روز از این شهر باستانی اشیای تازه‌ای کشف می‌شود همانند: سفال، سکه و ….